# Ministerstwo Oświaty Federacji Rosyjskiej
Ministerstwo Oświaty Federacji Rosyjskiej (ros. Министерство просвещения Российской Федерации) – federalny organ władzy wykonawczej w Federacji Rosyjskiej odpowiedzialny za kształcenie ogólne, średnie kształcenie zawodowe i związane z nim dodatkowe kształcenie zawodowe, szkolenie zawodowe, dodatkowe kształcenie dzieci i dorosłych, oświatę, opiekę i kuratelę nieletnich, pomoc społeczną i ochronę socjalną uczniów, a także funkcje świadczenia usług publicznych i zarządzania majątkiem państwowym w zakresie kształcenia ogólnego, średniego zawodowego i pokrewnego dodatkowego kształcenia zawodowego, szkolenia zawodowego, dodatkowej edukacji dzieci i dorosłych oraz wychowanie. 
Zostało utworzone w maju 2018, jest częścią Ministerstwa Edukacji i Nauki, które istniało w latach 2004-2018 i pozostało po wydzieleniu Ministerstwa Nauki i Szkolnictwa Wyższego Federacji Rosyjskiej jako odrębny organ Ministerstwo Edukacji Federacji Rosyjskiej.